# Petite Meurthe
La Petite Meurthe est une rivière française qui coule dans le département des Vosges. C'est un affluent de la Meurthe en rive gauche et donc un sous-affluent du Rhin par la Moselle.

## Géographie

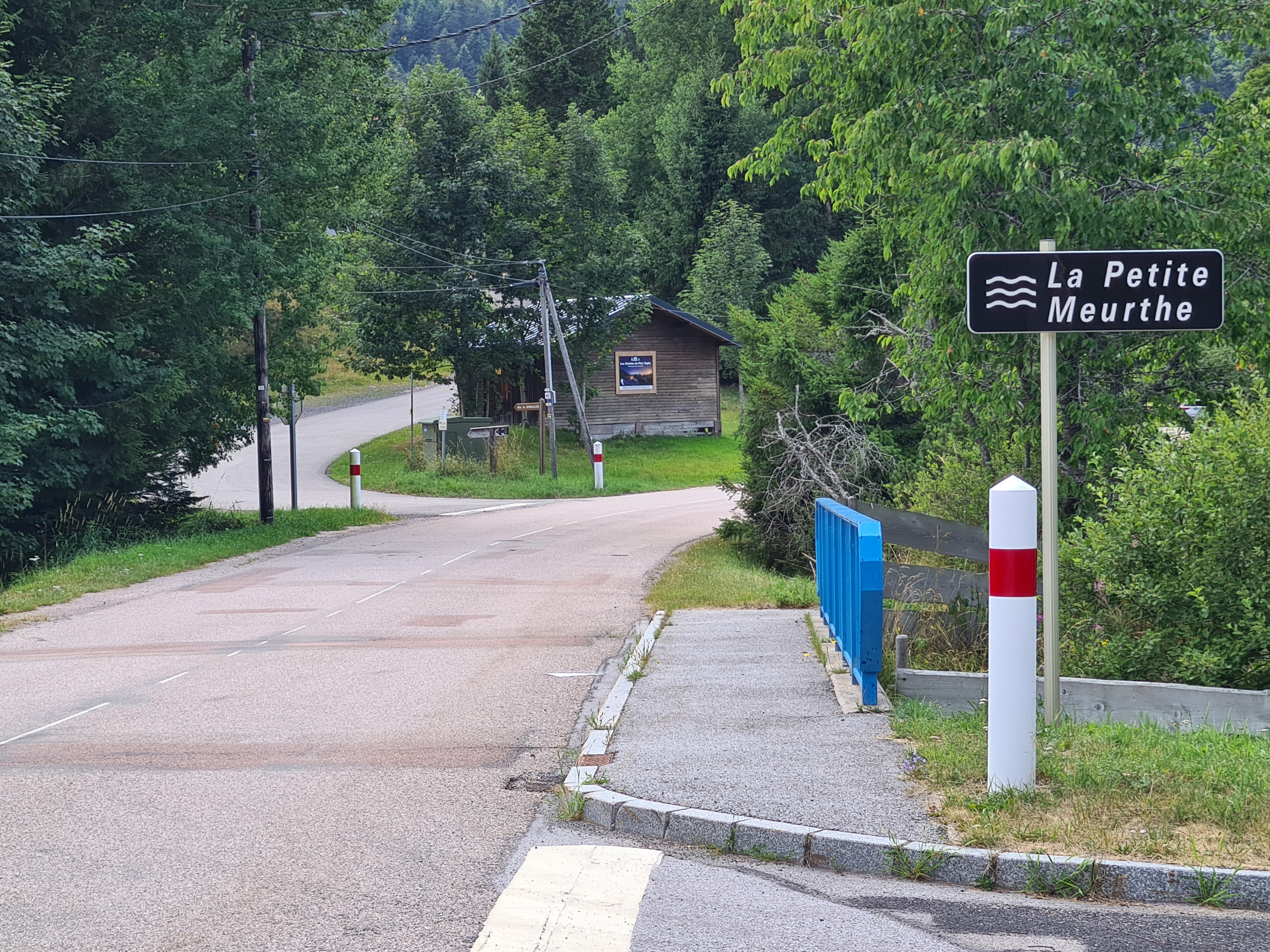
Pont sur la Petite Meurthe au Grand Valtin.

La longueur de son cours d'eau est de 15,5 km.
La Petite Meurthe naît progressivement dans le vallon du Vimbar appelé également  Basse de la Schlucht entre 880 et 1 000 m d'altitude sur le versant nord-ouest du massif du Gris Talet. Nous sommes ici dans la partie orientale du département des Vosges sur le territoire de la commune de Ban-sur-Meurthe-Clefcy, dans les bois, forêts et anciennes chaumes qui couvrent une bonne partie de la région de la Haute Meurthe, au nord de la vallée des Lacs, au nord-est de Gérardmer. Le cours de la Petite-Meurthe qui s'oriente dès le départ vers le nord, direction générale que la rivière maintiendra tout au long de son parcours, se déroule entièrement sur le territoire de la vaste commune de Ban-sur-Meurthe-Clefcy.

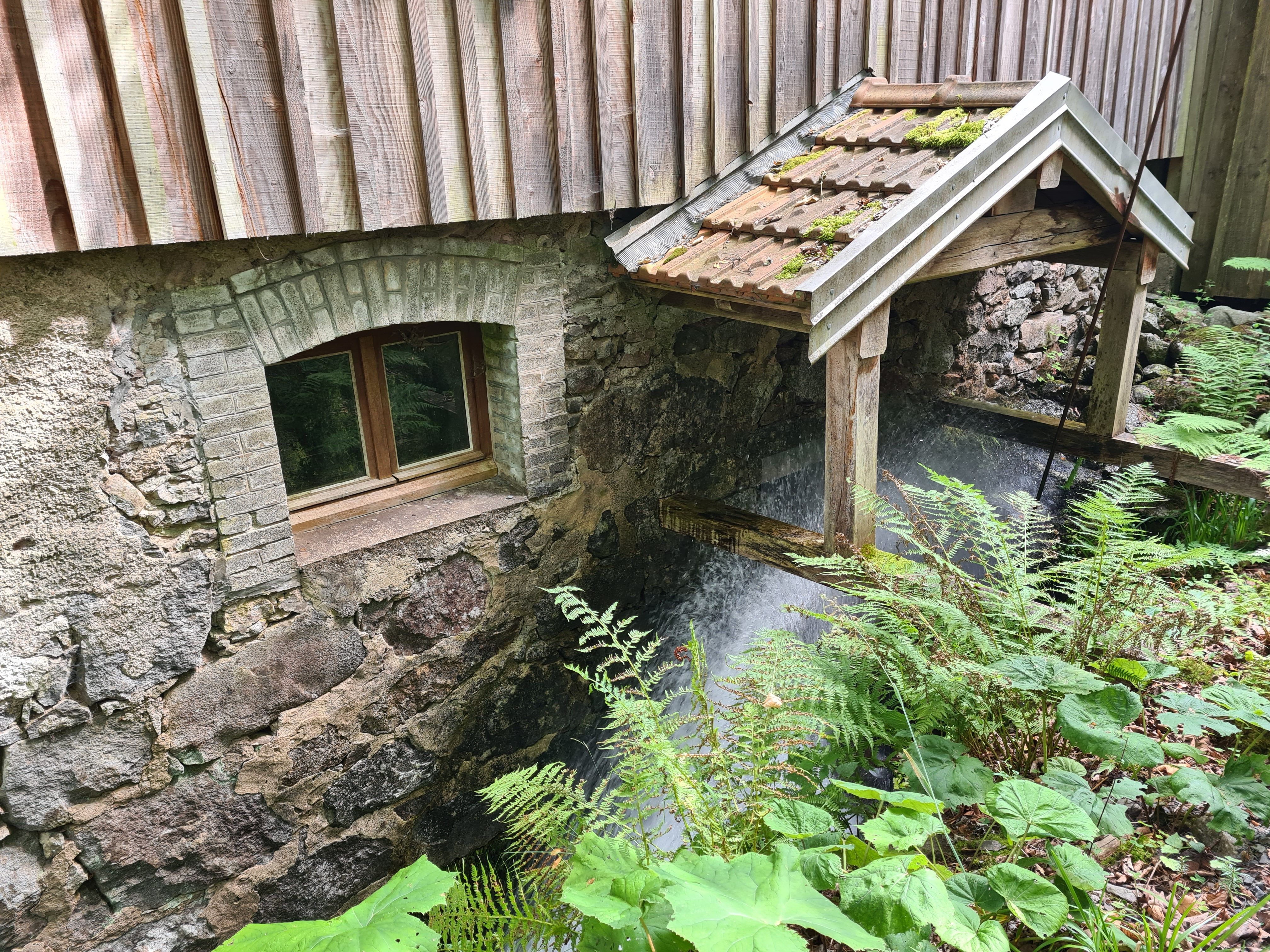
Alimentation des turbines de la scierie du Lançoir.

Le minuscule torrent rejoint le grand vallon du Grand Valtin, ancienne niche glaciaire entre 820 et 850 mètres d'altitude. Comme l'ancien glacier de calotte il a 10 000 ans, il pourrait emprunter une sortie facile à l'est par le col du Rambach à 850 m d'altitude vers la commune du Valtin ou à l'ouest par la col du Surceneux vers la vallée des Lacs. Mais sous l'ancienne maison forestière du Schmalick, une gorge, ancien exutoire des eaux de fonte du glacier, capte le ruisseau Le Noir Ruxel. Elle mène à la Peute Basse, rapidement et profondément enfoncée de plus de 100 mètres, puis à l'étroit et ombreux défilé de Straiture dans la même direction nord-nord-ouest. Elle y alimente l'eau des turbines de la Scierie du Lançoir.

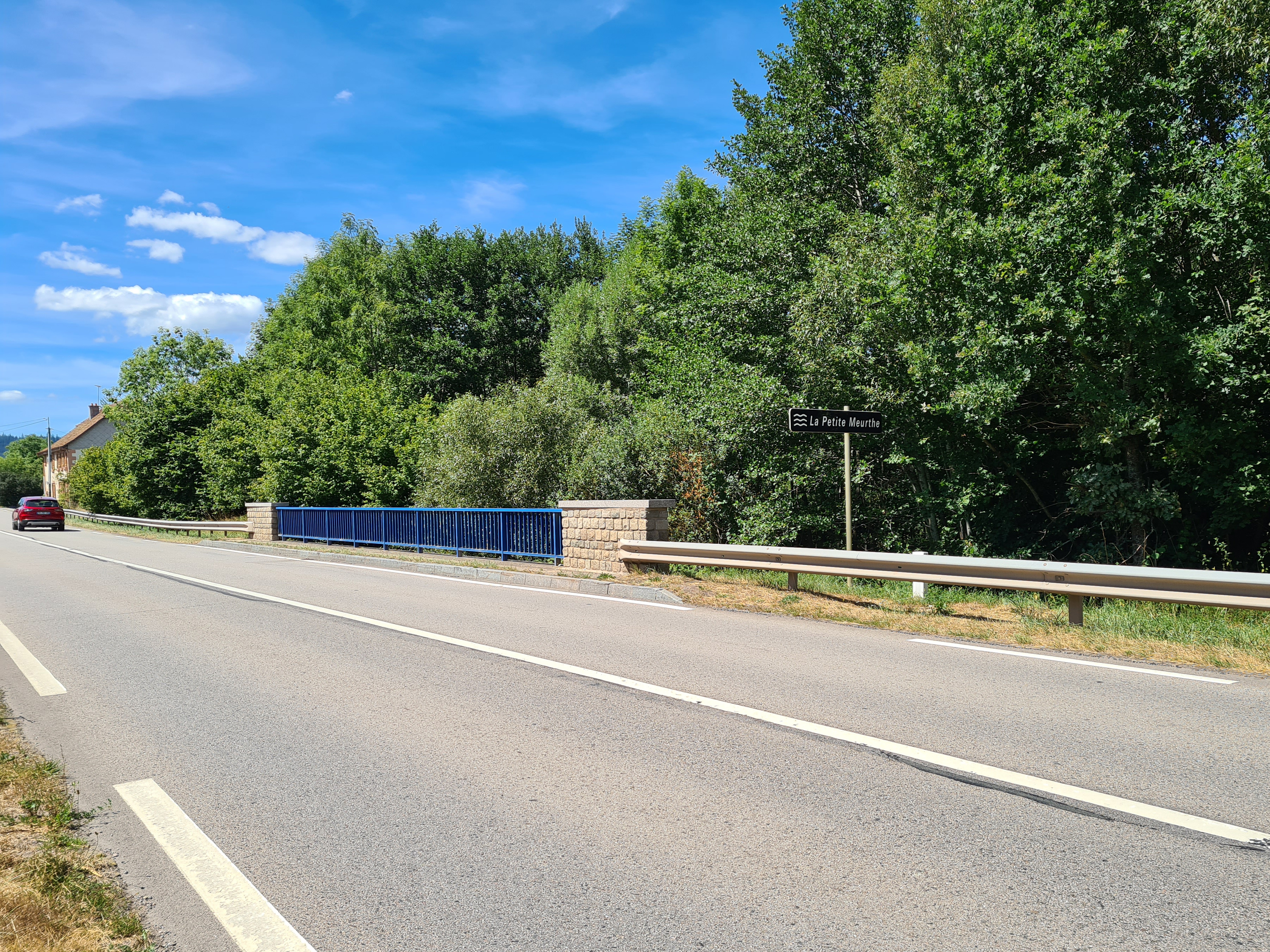
Pont sur la Petite Meurthe (D415), peu avant la confluence avec la Meurthe.

Au hameau de Straiture, la Petite Meurthe entre dans la belle vallée à auge glaciaire de Clefcy qui descend lentement de 592 à 500 m d'altitude. Elle est nommée vallée de Straiture dans sa partie amont. La Petite-Meurthe irrigue les prés des hameaux d'Hervafaing, de la Scie, de Sachemont, du Vic, du Pont-de-Pierre. À partir du Vic et surtout du Braconseil, elle divaguait en plusieurs bras dans la vaste prairie. Elle traverse la dernière moraine terminale de l'ancien glacier, à gauche du monticule occupé par l'église et le cimetière de Clefcy qui en constitue sa partie non érodée.
Désormais, en contrebas de la grande vallée, soit en Bas de Clefcy, elle coule au milieu des anciennes fermes du Chêne ou Chêna. Elle alimente l'étang du Souche à 479 mètre d'altitude.
Elle conflue vers 460 mètres d'altitude dans les prés des Graviers avec la Meurthe à Sondreville en aval de Belrepaire et des Aulnes, anciens hameaux de Fraize.

### Commune et canton traversés
Dans le seul département des Vosges, la Petite Meurthe prend source et conflue dans la même commune de Ban-sur-Meurthe-Clefcy, dans le canton de Fraize  dans l'arrondissement de Saint-Dié-des-Vosges.

### Bassin versant
La Petite Meurthe traverse une seule zone hydrographique La Petite Meurthe (A601) de 39 km2 de superficie totale. Ce bassin versant est constitué à 82,44 % de « forêts et milieux semi-naturels », à 15,92 % de « territoires agricoles », à 82,44 % de « territoires artificialisés ».

## Affluents
La petite Meurthe a deux affluents référencés, le Noir Ruxel et le ruisseau du Seucy.
- Ruisseau de la Basse Claude (rd)
- Ruisseau de la Basse de Sérichamp (rd)
- Le Noir Ruxel (rg) 1,78 km
- Ruisseau de Foincelle (rd) 2,3 km
- Ruisseau de l'Abreuvoir (rg) 2,9 km
- Ruisseau du Seucy (rd) 4,9 km
- La Grande Goutte (de Boslimpré) (rg)

Donc son rang de Strahler est de deux.

## Hydrologie
La Petite Meurthe, est une rivière petite, mais très abondante malgré la petitesse de son bassin.

### La petite Meurthe à Ban-sur-Meurthe-Clefcy
Le module de la rivière au confluent de la Meurthe vaut 1,15 m3/s pour un bassin versant de 39 km2. 

### Lame d'eau et débit spécifique
La lame d'eau écoulée dans le bassin est de 930 millimètres par an, ce qui est très élevé, près de trois fois supérieur à celle de la moyenne de la France, tous bassins confondus, mais aussi comparé à l'ensemble du bassin de la Moselle en France. En effet, la lame d'eau de cette dernière à Hauconcourt, près de sa sortie du territoire français s'élève à 445 millimètres par an. Le débit spécifique ou Qsp de la Petite Meurthe se monte dès lors à 29,49 litres par seconde et par kilomètre carré.

## Curiosités - Tourisme
- Défilé de Straiture.
- Scierie du Lançoir.
- Forêt domaniale de Haute-Meurthe.
- La ville de Fraize, et son église Saint-Blaise avec tableaux anciens et vitraux modernes de Max Ingrand.

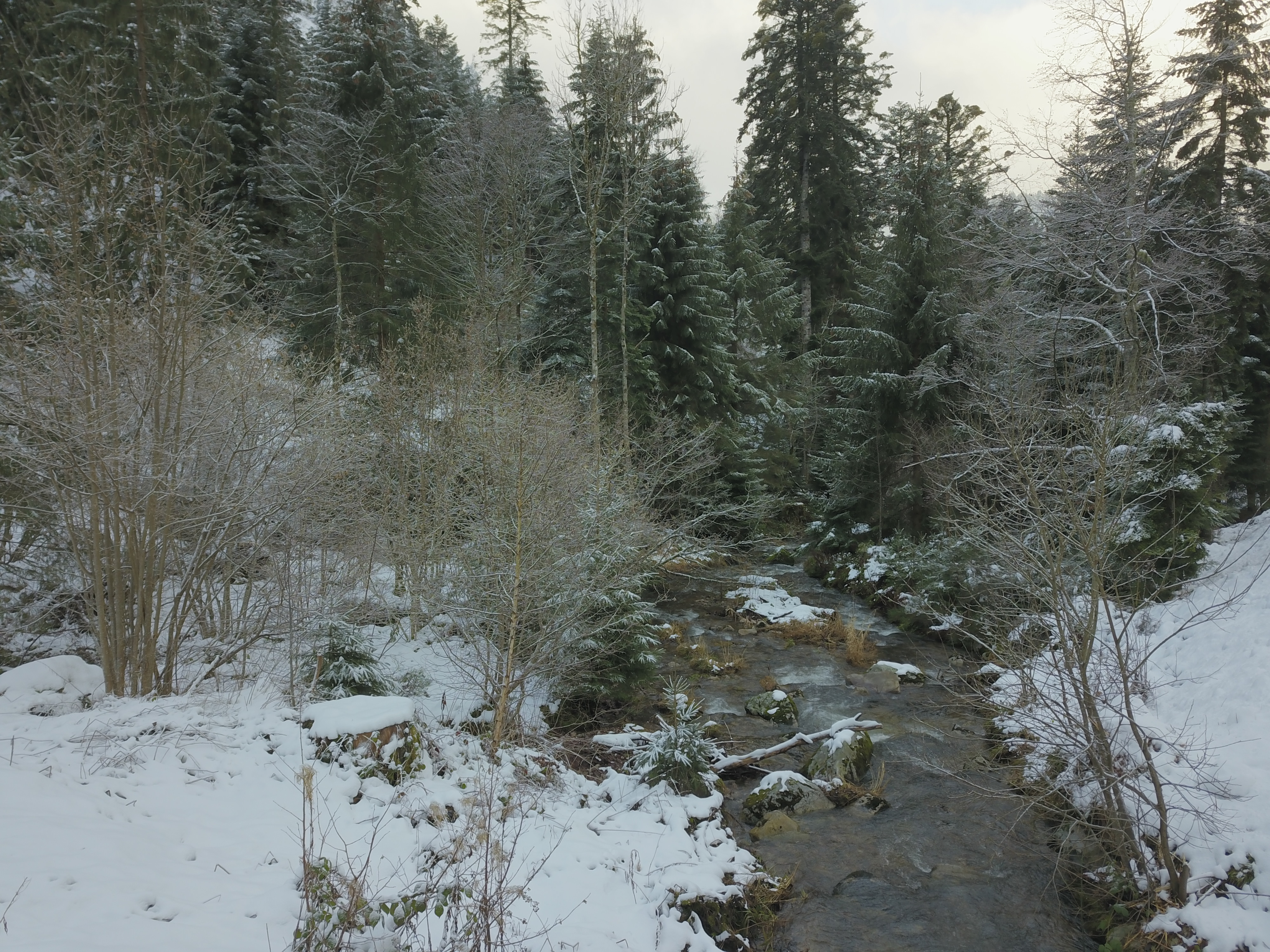
Ruisseau de la Petite Meurthe enneigé